# فروش
فروش (در اصطلاح حقوقی: بیع) به مبادلهٔ یک کالا یا خدمت با پول گفته می‌شود. شخصی که کالا یا خدمت را ارائه می‌دهد فروشنده و شخصی که هزینه را پرداخت می‌کند خریدار نامیده می‌شوند. فروش در بازرگانی فرآیند مبادله ارزش است که در آن فروشنده کالاها و خدمات خود را در ازای دریافت پول یا سایر دارایی ها ارائه می‌کند .عملیات فروش جز اساسی و تکمیل کننده یک فعالیت بازرگانی است.

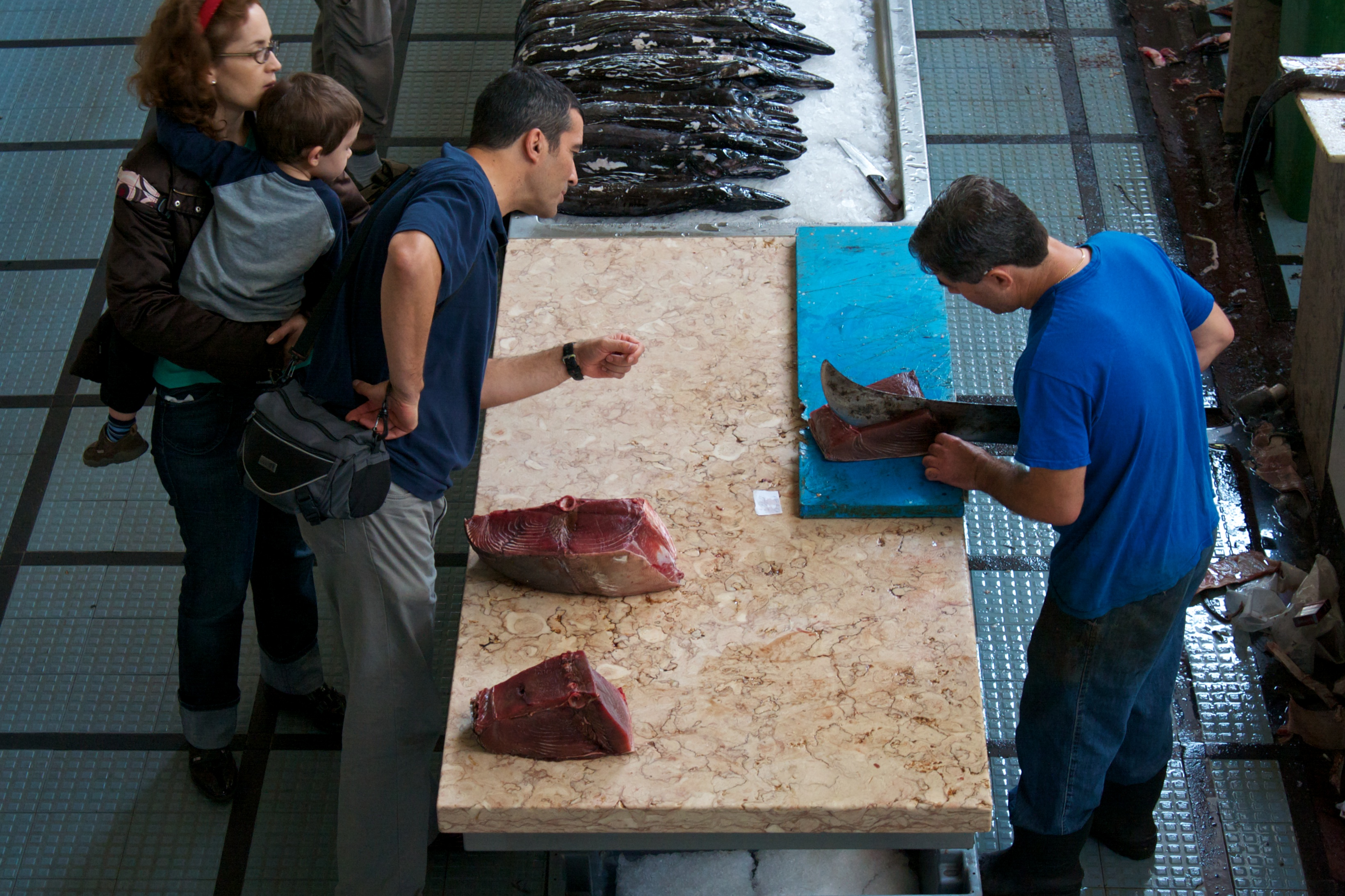
فروش محدود به ارائه محصول در ازای پول نیست : باید انتظارات خریدار نیز در خصوص محصول برآورده شود.'در تصویر فروشنده پس از فروش ماهی ، آن را به دلخواه مشتری قطع می کند.

فروش خط مقدم هر بنگاه و سازمان تجاری است و بقای سازمان به آن بستگی دارد.اگرچه در این سازمان ها واحدهای بازاریابی و فروش بخش هایی متفاوت و جداگانه هستند ، اما مسائل مشابهی را اداره می کنند و باید برای دستیابی به اهداف تجاری با یکدیگر همکاری کنند. ایجاد یک رابطه خوب بین این دو بخش در کسب موفقیت بسیار مهم است .